# Didier Marouani
Pour les articles homonymes, voir Marouani.
 (août 2017).
Si vous disposez d'ouvrages ou d'articles de référence ou si vous connaissez des sites web de qualité traitant du thème abordé ici, merci de compléter l'article en donnant les références utiles à sa vérifiabilité et en les liant à la section « Notes et références ».
Didier Marouani (né le 14 juillet 1953 à Monaco), aussi connu par son nom d'artiste Ecama, est un compositeur et musicien français et le fondateur du groupe Space.

## Biographie
Il commence sa carrière en composant pour des artistes français, à l'âge de 17 ans il rencontre Étienne Roda-Gil avec qui il écrit pour Nicoletta et pour Régine. Étienne Roda-Gil le pousse à chanter et lui offre dix textes qu'il mettra en musique et qu'il interprétera sur un album arrangé par Jean-Claude Vannier publié en 1974 chez Barclay. Suivront quelques autres 45 tours et trois tournées en première partie de Johnny Hallyday, Claude François et Joe Dassin.
En 1977, il fonde le groupe Space en compagnie d'un pionnier du synthétiseur Roland Romanelli et du batteur Joe Hammer avec lequel il va connaître un très grand succès et vendre plusieurs millions d'albums dans le monde entier.
Le premier titre de Space, Magic Fly, devient numéro un des hit-parades dans de nombreux pays à travers le monde. (no 1 à la fois des ventes et des hit-parades radios et clubs en France, Allemagne, Italie, Espagne, Scandinavie, Amérique du Sud, Angleterre, Union Soviétique ; no 1 des National Disco-Charts aux États-Unis, un contrat est signé avec Casablanca Records), en tout plus de 10 millions de disques vendus en trois albums à travers le monde.
En 1978, il compose la musique (sur des textes de Simon Monceau) de la Comédie musicale Le rêve de mai. L'album concept porte sur les événements de Mai 1968 et il est publié à l'occasion du 10e anniversaire des événements, en 1978. Ont participé à ce projet notamment Nicole Rieu, Jean-Michel Caradec et Nicolas Peyrac.
En 1979, Didier Marouani compose l'indicatif de la première émission de science-fiction à la télévision Temps X présentée par les frères Bogdanoff.
En juin 1983, la musique de Space étant très connue en Union Soviétique, Didier Marouani et son groupe Space sont invités par le Ministère de la culture soviétique pour y donner une série de 21 concerts en Union Soviétique rassemblant plus de 600 000 spectateurs à Moscou dans la salle Olympique, Leningrad et Kiev ; c'est la première fois qu'un artiste français se produit dans des stades aussi grands ; sa tournée est un véritable phénomène musical et social ; les places se vendent au marché noir à $100 ; la musique et les concerts frappent l'imagination des spectateurs qui découvrent l'utilisation des lasers en concert pour la première fois.
En 1985, Didier compose et produit un single pour Gloria Gaynor : My Love is Music et If I Need You.
En juin 1987, Didier travaille au nouvel album de Space : Space Opera, le 1er opéra spatial, composé pour synthétiseurs et chœurs. Après 6 mois de négociations avec les Ministères soviétiques de la Culture et de la Défense, il obtient la participation des chœurs de l'Armée rouge, ainsi que celle des chœurs de l'Université Harvard (États-Unis) cet album est acheminé dans la station spatiale soviétique Mir, c'est la première fois qu'un disque est envoyé et diffusé dans l'espace ; ce disque sera satellisé dans l'espace par les cosmonautes soviétiques en signe d'espoir et de communication.
En mai 1991, Didier Marouani et Space retournent en Union Soviétique afin d'y donner 14 concerts ; une équipe de 40 personnes (musiciens, techniciens) accompagnent à Moscou, Leningrad et Kiev.
De nombreux effets visuels et une technologie de pointe au niveau des éclairages, des lasers et des projections ont été utilisés. Plus de 200 000 spectateurs font un triomphe au groupe[réf. nécessaire].
Les disques de Didier Marouani et Space ont été vendus à plus de 12 millions d'exemplaires en URSS[réf. nécessaire].
Le 21 juin 1992,  après un an de négociations avec le Maire de Moscou et le gouvernement russe, Didier obtient les autorisations nécessaires pour donner le premier concert sur la place Rouge. 10 ans plus tard, son rêve se réalise. 360 000 spectateurs assistent à ce concert gratuit où Didier et Space invitent de très grandes vedettes russes et internationales.Une scène de 100 mètres de large sur 40 mètres de haut ; un matériel son et lumière impressionnant. En octobre 2002, Didier Marouani et Space ont donné 3 concerts en Russie : Le 25 octobre 2002 à Moscou au théâtre du Kremlin (6 000 personnes) avec la participation de l’Orchestre symphonique de la Présidence, Le 27 octobre 2002 à Saint-Pétersbourg où plus de douze mille personnes ont acclamé le groupe français et son leader, Le 31 octobre à Novossibirsk (5 500 personnes), avec la participation de l’orchestre philharmonique de Novossibirsk. 
En 2002 Magic Fly est repris en Angleterre par un groupe anglais S Club Juniors sous le titre New Direction.
En 2007, afin de célébrer les 30 ans de la création de Space, Didier Marouani prépare un double album de 23 titres. Anciens titres remixés et nouveaux titres seront présents sur ce double album.
Le 30 octobre 2009 à Erevan en Arménie (11 300 personnes) avec la participation de Djivan Gasparyan l'un des plus grands joueurs de Duduk.
Didier Marouani et son groupe Space assurent un grand concert pour la clôture de la coupe du monde de rugby à 7 le 29 juin 2013 à Moscou au stade olympique Loujniki. Cela coïncide avec le 30e anniversaire de la première tournée de Space en URSS, et à cette occasion, il est prévu que Didier Marouani joue Magic Fly en duo avec le cosmonaute italien Luca Parmitano, ce dernier depuis la Station spatiale internationale.
Début novembre 2016, Marouani porte plainte devant les tribunaux russes contre Philipp Kirkorov, qu'il accuse d'avoir copié Symphonic Space Dream de Space pour son titre Cruel Love.